# 1987 en Inde
Chronologie de l'Inde
- 1983
- 1984
- 1985
- 1986
- 1987
- 1988
- 1989
- 1990
- 1991

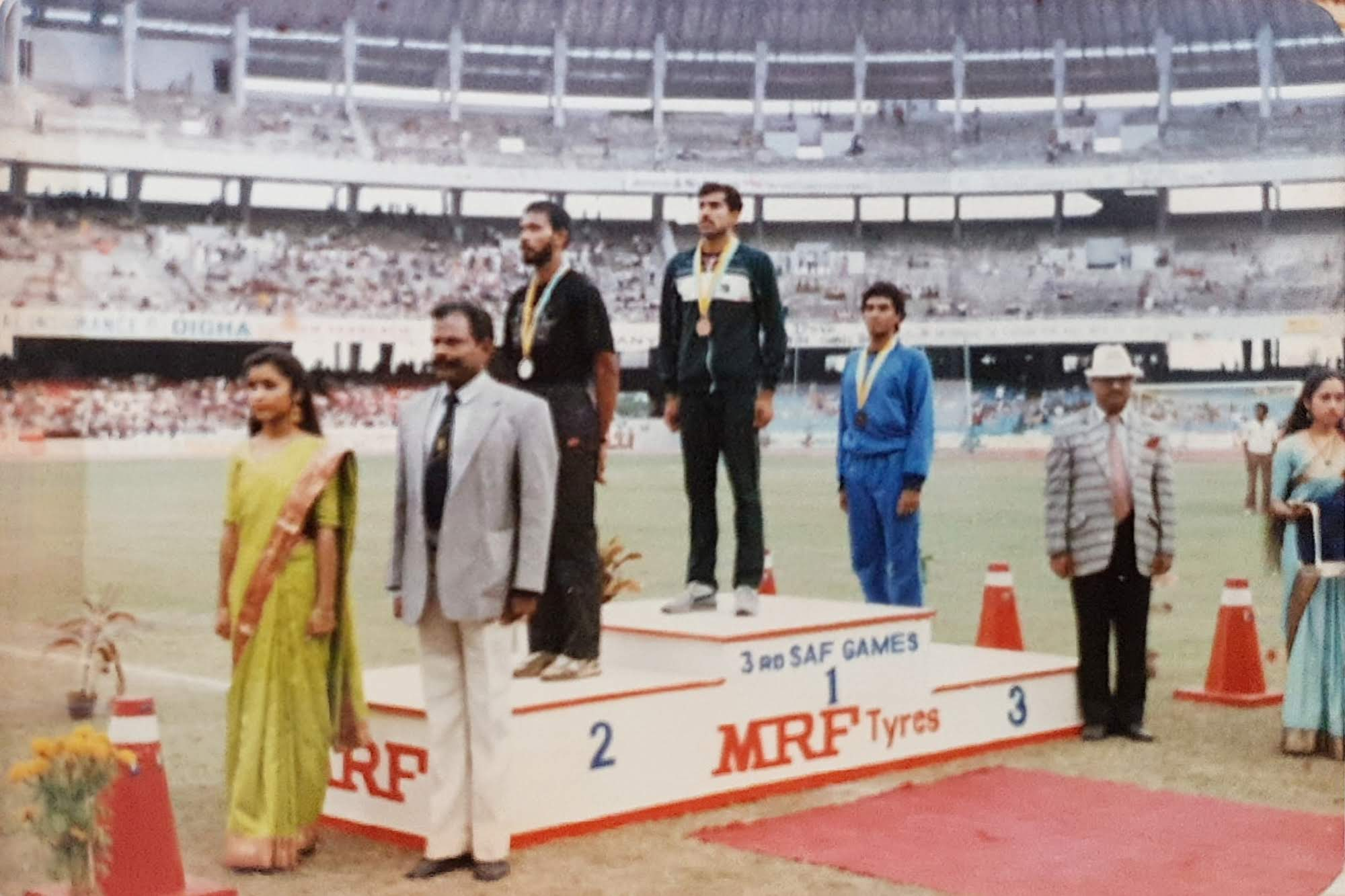
Jeux sud-asiatiques à Calcutta.

Cette page concerne les évènements survenus en 1987 en Inde :

## Évènement
- Impasse de Sumdorong Chu (en) entre l'Inde et la Chine dans la vallée de Sumdorong Chu (en) qui borde le district de Tawang, de l'Arunachal Pradesh et le comté de Cuona au Tibet. Elle est initiée par la Chine qui a déplacé une compagnie de troupes à Wangdung, un pâturage au sud de Sumdorong Chu que l'Inde revendique.
- Assassinat d'Avinder Singh Brar (en)
- mars-juin : Émeutes communales de Meerut (en)
- vers le 22 mai : Massacre de Hashimpura (en)
- 27 mai : Massacre de Dalelchak-Bhagaura (en)
- juillet : Massacre de Neerukonda (en)
- 6 juillet : Massacre du bus de Lalru (en)
- 7 juillet : Massacre du bus de Fatehabad (en)
- 29 juillet : Accord Indo-Sri Lanka (en)
- 3 septembre : Loi sur les activités terroristes et perturbatrices (prévention)
- 19 novembre : Affaire des meurtres de Muluk (en)
- Opérations des Forces armées indiennes :
  - Opération Brasstacks (en) (18 novembre 1986 - 6 mars 1987)
  - Opération Chequerboard (en) (printemps)
  - Opération Pawan (en) (11-25 octobre)
  - Opération Poomalai (en) (4 juin)
  - Opération Rajiv (en) (23-26 juin)
- Assassinat de Manbir Singh Chaheru (en)

## Cinéma
- 11e cérémonie du Festival international du film d'Inde (en)
- 34e cérémonie des National Film Awards (en)

- Hukumat (en), Mr. India et Khudgarz (en) sont les premiers films au box-office pour l'année.

Sortie de film
- Insaaf
- Insaniyat Ke Dushman
- Kaash
- Mirch Masala
- Nayagan

## Littérature
- Asuryalok (en), roman de Bhagwatikumar Sharma (en)
- Bhuswargo Bhayankar (en), roman de Satyajit Ray
- Gurusagaram (en), roman d'O.V. Vijayan
- Meendum Jeano (en), roman de Sujatha Rangarajan

## Sport
- Championnats du monde de tennis de table à New Delhi.
- Coupe du monde de cricket
- Jeux sud-asiatiques à Calcutta (Football aux Jeux sud-asiatiques)

## Naissance
- Priya Marathe, actrice.
- Madhura Naik, mannequin et actrice.